# Club Deportivo Unión Comercio
Il Club Deportivo Unión Comercio, meglio noto come Unión Comercio, è una società calcistica peruviana, con sede nella città di Moyobamba, nel distretto di Nueva Cajamarca. Fondato nel 2002, milita nella Segunda División, la seconda divisione del campionato peruviano di calcio.

## Palmarès
- Copa Perú: 1

2010

## Statistiche

### Partecipazioni a competizioni CONMEBOL
- Coppa Sudamericana

primo turno nel 2012

## Organico

### Rosa 2025
| N. |                     | Ruolo | Calciatore        |
| -- | ------------------- | ----- | ----------------- |
| 1  | Perù (bandiera)     | P     | Johnny Vegas      |
| 2  | Perù (bandiera)     | D     | Dúber Zapata      |
| 3  | Perù (bandiera)     | D     | Pedro Plaza       |
| 4  | Paraguay (bandiera) | D     | Héctor Sosa       |
| 6  | Perù (bandiera)     | C     | Marco Casas       |
| 7  | Perù (bandiera)     | A     | Ronal Céliz       |
| 10 | Paraguay (bandiera) | C     | Hernán Pérez      |
| 11 | Colombia (bandiera) | A     | Alex Sinisterra   |
| 12 | Perù (bandiera)     | P     | Juan Pretel       |
| 15 | Perù (bandiera)     | C     | Wilber Huaynacari |
| 16 | Perù (bandiera)     | D     | Félix Uculmana    |
| 17 | Perù (bandiera)     | A     | Miguel Trauco     |
| 18 | Perù (bandiera)     | C     | Luis García       |
| 19 | Perù (bandiera)     | D     | Jersson Vásquez   |
| 20 | Perù (bandiera)     | C     | Aldo Olcese       |
| 21 | Perù (bandiera)     | P     | Braham Maldonado  |
| 22 | Perù (bandiera)     | C     | José Rivas        |
| 23 | Perù (bandiera)     | D     | Jaime Vásquez     |

| N. |                        | Ruolo | Calciatore          |
| -- | ---------------------- | ----- | ------------------- |
| 24 | Perù (bandiera)        | D     | Lee Andonaire       |
| 25 | Perù (bandiera)        | C     | Benito Yllaconza    |
| 26 | Perù (bandiera)        | A     | Luis Laguna         |
| 27 | Perù (bandiera)        | D     | Pedro Gutiérrez     |
| 30 | Nigeria (bandiera)     | A     | Nwafor Obinna       |
| -- | Perù (bandiera)        | D     | Wálter Andrade      |
| -- | Perù (bandiera)        | D     | Omar Carrillo       |
| -- | Perù (bandiera)        | D     | Wenceslao Fernández |
| -- | Perù (bandiera)        | D     | Jorge Taboada       |
| -- | Perù (bandiera)        | D     | Jairo Talledo       |
| -- | Perù (bandiera)        | C     | Marco Casas         |
| -- | Perù (bandiera)        | C     | Martín Dall'orso    |
| -- | Brasile (bandiera)     | C     | Peterson Girotto    |
| -- | Perù (bandiera)        | C     | Alan Rodríguez      |
| -- | Perù (bandiera)        | A     | John Guerrero       |
| -- | Nigeria (bandiera)     | A     | Joseph Nwafor       |
| -- | Stati Uniti (bandiera) | C     | Diego Chávarri      |